# Tobiasz wyzwolony

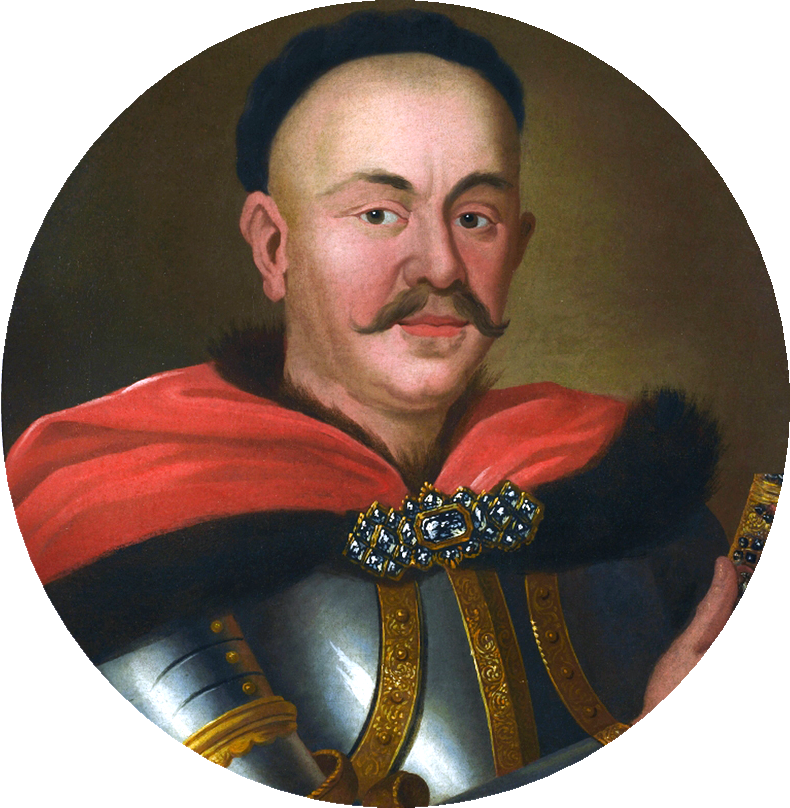
Stanisław Herakliusz Lubomirski, marszałek i poeta

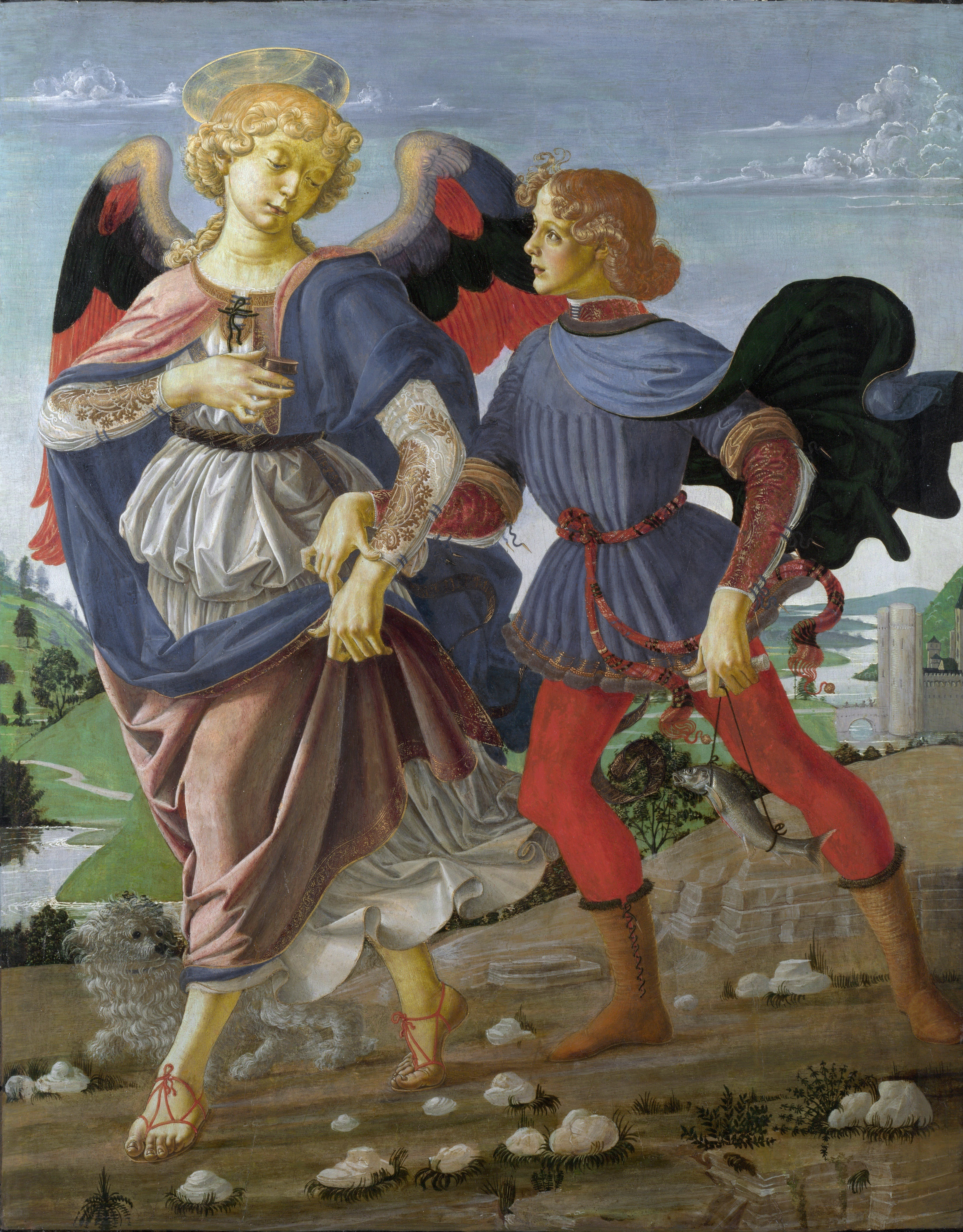
Andrea del Verrocchio, Tobiasz i anioł.

Tobiasz wyzwolony – poemat epicki barokowego poety Stanisława Herakliusza Lubomirskiego, wydany po raz pierwszy w 1682. Dzieło jest oparte na biblijnej Księdze Tobiasza. Utwór jest napisany oktawą (ottava rima), czyli strofą ośmiowersową pochodzenia włoskiego rymowaną według wzoru abababcc. Strofa ta była podstawową zwrotką renesansowego i barokowego eposu w literaturze włoskiej, hiszpańskiej i portugalskiej. Do Polski trafiła za sprawą Sebastiana Grabowieckiego i Piotra Kochanowskiego, który przełożył formą oryginału Jerozolimę wyzwoloną Torquata Tassa. Formę oktawy, trudnej ze względu na potrójne rymy w początkowej części, podejmowali też inni poeci barokowi, na przykład Wespazjan Kochowski, autor eposu o bitwie pod Wiedniem, zatytułowanego Dzieło Boskie albo Pieśni Wiednia wybawionego i inszych transakcyjej wojny tureckiej w roku 1683 szczęśliwie rozpoczętej.
Dziwne wiecznego miłosierdzia Boga

Wielbiąc opiewać za cel biorę sobie.

O, jako nigdy sprawiedliwych noga

Kłaść się nie zwykła przez nienawiść w grobie!

Smętnym nadzieja, niewiernym przestroga

I światło ślepym: Tobijasz w tej dobie

Tu się pokaże (jako się spodziewam);

Ty pomóż, Panie, a ja o nim śpiewam.